# ميتسو ناكانيشي
ميتسو ناكانيشي (باليابانية: 中西光雄) هو راكب الكنو ياباني، ولد في 27 أبريل 1948.

## وصلات خارجية
- ميتسو ناكانيشي على موقع أوليمبيديا (الإنجليزية)